# Гончаренко Марина Анатоліївна
Мари́на Анато́ліївна Гончаре́нко  (нар. 14 жовтня 1967, Чернігів) — українська хорова диригентка, співачка, авторка пісень, головна хормейстерка Військово-музичного центру сухопутних військ Збройних сил України, народна артистка України (2016).

## Життєпис
1982—1986 — навчалась у Чернігівському музичному училищі ім. Л. М. Ревуцького (відділ хорового диригування).
1991 — закінчила Харківський інститут мистецтв (клас хорового диригування Н. А. Бєлік-Золотарьової).
З 1991 — викладачка хорових дисциплін у Чернігівському музичному училищі. Водночас, 1991—2001 років — керівниця хору дитячої музичної школи № 1.
З 1998 — солістка 7-го військового оркестру штабу Північного оперативного командування (у Чернігові).
З 2003 — головна хормейстерка Військово-музичного центру сухопутних військ Збройних сил України, який за її керівництва удостоювався звання лауреата VI Всеукраїнського хорового конкурсу імені Дениса Січинського.
В її концертному репертуарі — українські народні, авторські пісні, романси та джазові стандарти, естрадні пісні.
Виступала в Іраку, Німеччині, Болгарії, Хорватії, Франції, Польщі, в  Росії (Москва, Санкт-Петербург).

## Пісні Марини Гончаренко
- «Крила янголів» — https://soundcloud.com/goncharenko/eeonvpq4rcg0 [Архівовано 14 квітня 2021 у Wayback Machine.] /
- «Українські батальйони»
- «Всі до бою!» https://www.youtube.com/watch?v=vXkDeSzF2DU [Архівовано 31 серпня 2021 у Wayback Machine.]
- «Стародавній Чернігів» https://www.youtube.com/watch?v=IsUJPHe4joo [Архівовано 31 серпня 2021 у Wayback Machine.]

## Визнання
- 2005 — Заслужена артистка України
- 2010 — «Жінка року — 2010» у Чернігові
- 2016 — Народна артистка України — https://www.youtube.com/watch?v=IFwbtwR8pyM